# 铁王镇
铁王镇，是中华人民共和国陕西省咸陽市淳化县下辖的一个乡镇级行政单位。

## 行政区划
铁王镇下辖以下地区：
秦河村、高崖头村、秦家坡村、前白甫村、后白甫村、北坡村、桃渠塬村、桃渠河村、秦家哇村、南坪村、安子哇村、潘家坳村、周山村、东塬村、铁王村、南相屋村、大疙瘩村、西咀村、塔尔寺村、南塬村、北塬村、小池村、红岩村、小沟畔村和梁武帝村。